# Une aventure du chevalier de Grammont
Une aventure du chevalier de Grammont est la deuxième comédie de Sophie Gay, en trois actes et en vers, créée au Théâtre-Français à Paris le 5 mars 1822.
Le sujet de la pièce est tiré de la vie de Philibert de Gramont, séducteur du 17e siècle, vie qui a été racontée par son parent Antoine Hamilton.

## Personnages
- Le chevalier de Gramont par M. Armand.
- La Marquise de Sénante par Mlle Mars.
- Le Marquis de Sénante par De Vigny.
- Delphine, nièce du Marquis de Sénante par Mlle Devin.
- Le Chevalier de Matta par Damas.
- Merville, attaché à la cour de Mme Royale par Firmin.
- Therme, valet du chevalier de Grammont par Montrose.
- Un officier des gardes par Baptiste cadet.
- Un valet par Faure.